# Begraafplaats van Blandain
De Begraafplaats van Blandain is een gemeentelijke begraafplaats in het Belgische dorp Blandain, een deelgemeente van Doornik. De begraafplaats ligt aan de Rue de la Souvenance op 370 m ten noordoosten van het dorpscentrum (Église Saint-Eleuthère). Ze heeft een trapeziumvormig grondplan en wordt gedeeltelijk omgeven door een haag en betonplaten. De toegang bestaat uit een dubbel metalen hek tussen zeshoekige bakstenen zuilen afgewerkt met een hardstenen bol. Vlak bij de ingang staat een schuilhuisje in kapelstijl.

## Belgische militaire graven

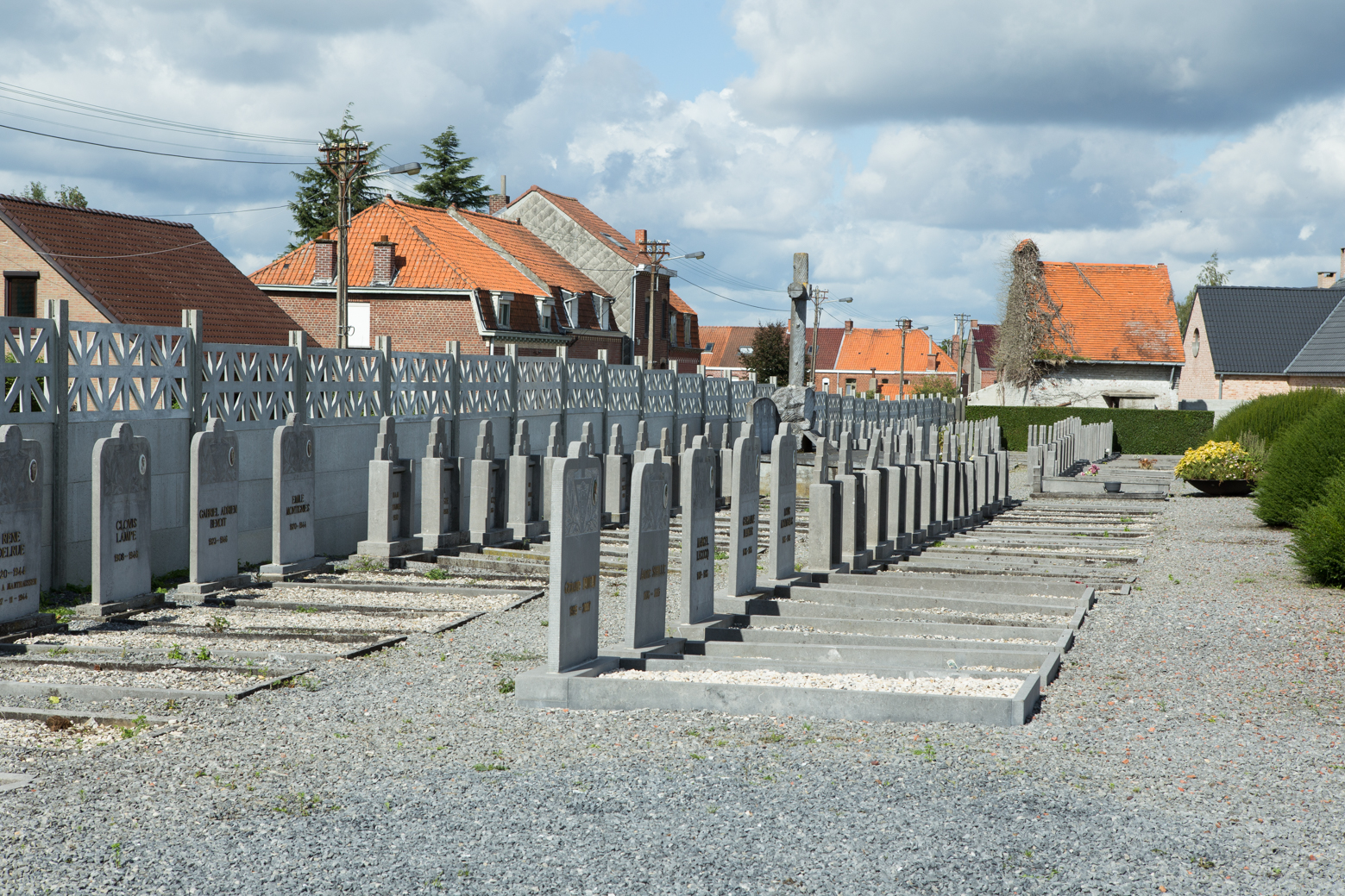
Belgische graven

Links van de toegang, aan de straatzijde, liggen de graven van 114 Belgische oud-strijders en krijgsgevangenen uit beide wereldoorlogen. Daartussen ligt het gemeenschappelijk graf van zes gesneuvelde dorpsgenoten uit de Eerste Wereldoorlog. Er liggen ook twee jongelingen die in 1944 stierven in de concentratiekampen van Neuengamme en Mauthausen. Er staat een monument dat door de bevolking van Blandain werd opgericht ter ere van de weggevoerden uit de beide wereldoorlogen.

## Brits oorlogsgraf
Tussen de Belgische graven ligt het graf van de Britse kanonnier Elijah Bithell. Hij maakte deel uit van de Royal Artillery en was 27 jaar toen hij sneuvelde op 20 mei 1940. Zijn grafsteen is niet de gebruikelijke witte zerk maar is van hetzelfde type als de Belgische militaire grafzerken.
Zijn graf wordt onderhouden door de gemeente en staat bij de Commonwealth War Graves Commission geregistreerd onder Blandain Communal Cemetery.